# Peridroma brunnea
Peridroma brunnea là một loài bướm đêm trong họ Noctuidae.